# 全智賢
全智賢（： Jun Ji-Hyun，1981年10月30日—），本名王智賢，韩国女演員、模特兒。15歲以時裝雜誌模特兒出道，2001年以韓國電影《我的野蠻女友》一躍成為韓國一線女星。2006年憑電影《愛無間》成為韓國身價最高的女演員。2014年，以SBS電視劇《來自星星的你》攀上演藝事業巔峰。2015年，主演電影《暗殺》，該片韓國國內觀影人次突破1270萬，為2015年韓國電影票房第二位。2016年，與李敏鎬主演SBS電視劇《藍色海洋的傳說》，演技及收視率表現獲得一致好評。

## 經歷

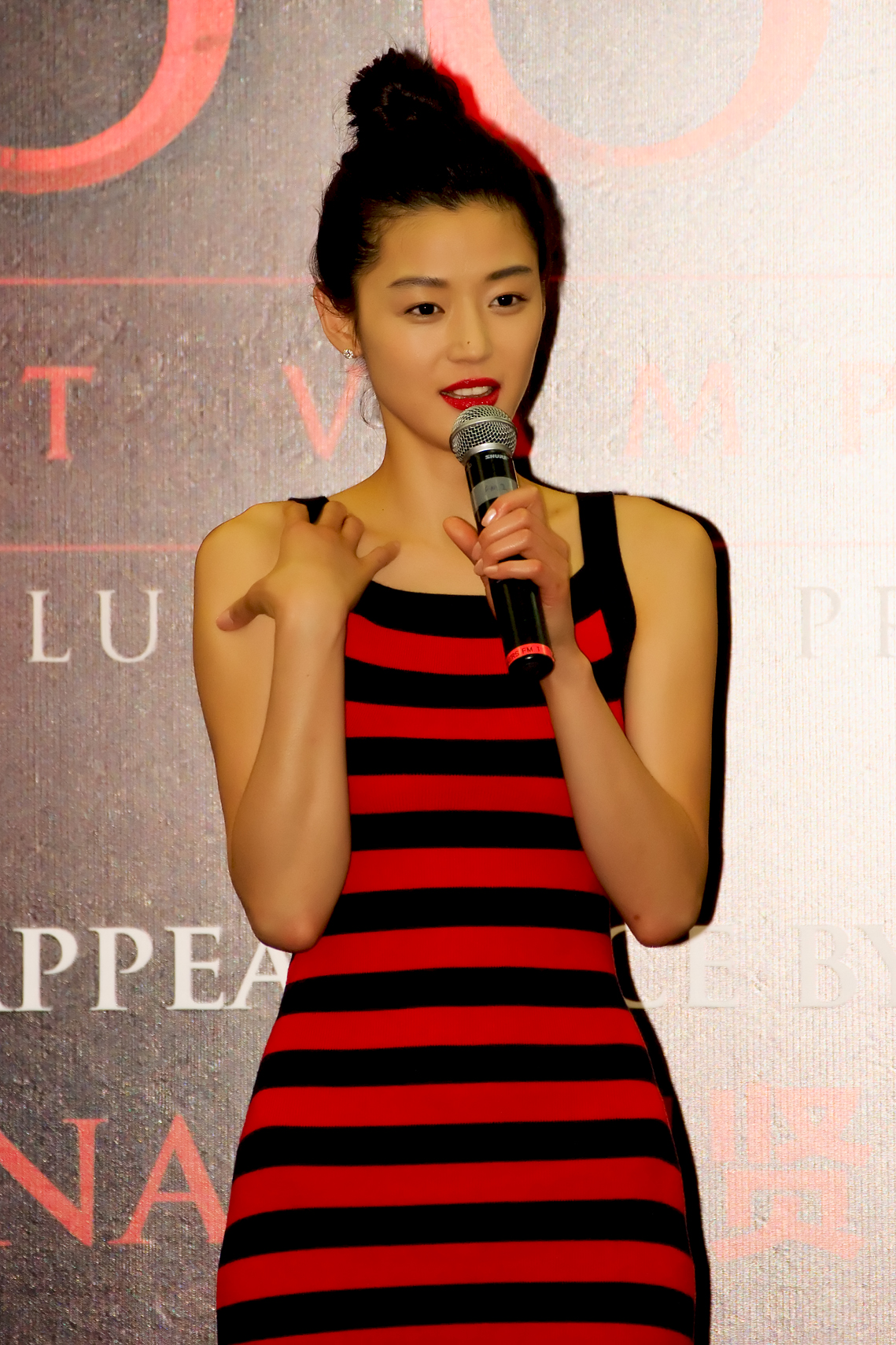
全智賢於電影《血戰：最後的吸血鬼》宣傳活動（2009年）

全智贤畢業於真善女子高中及东国大学（主修话剧影像专业）。自小身材就高人一等，於1997年起从事模特行业，以173.5公分的修長身材出现在戲劇作品中，及後參與于1999年发布的韓國电影《白色情人节》。其后，參與於2000年上映的《触不到的恋人》，获得成功。2001年全智賢與韓國喜劇演員車太鉉主演的電影《我的野蠻女友》，這部電影將她推上韓國一線女演員的位置。隨後，全智賢的廣告、片約、片酬也接踵而來，被冠上廣告天后、吸金天后封號。《我的野蠻女友》的成功在亞洲引發瞭一場“電影韓流”，並使得全智賢在亞洲炙手可熱，知名度大增。 

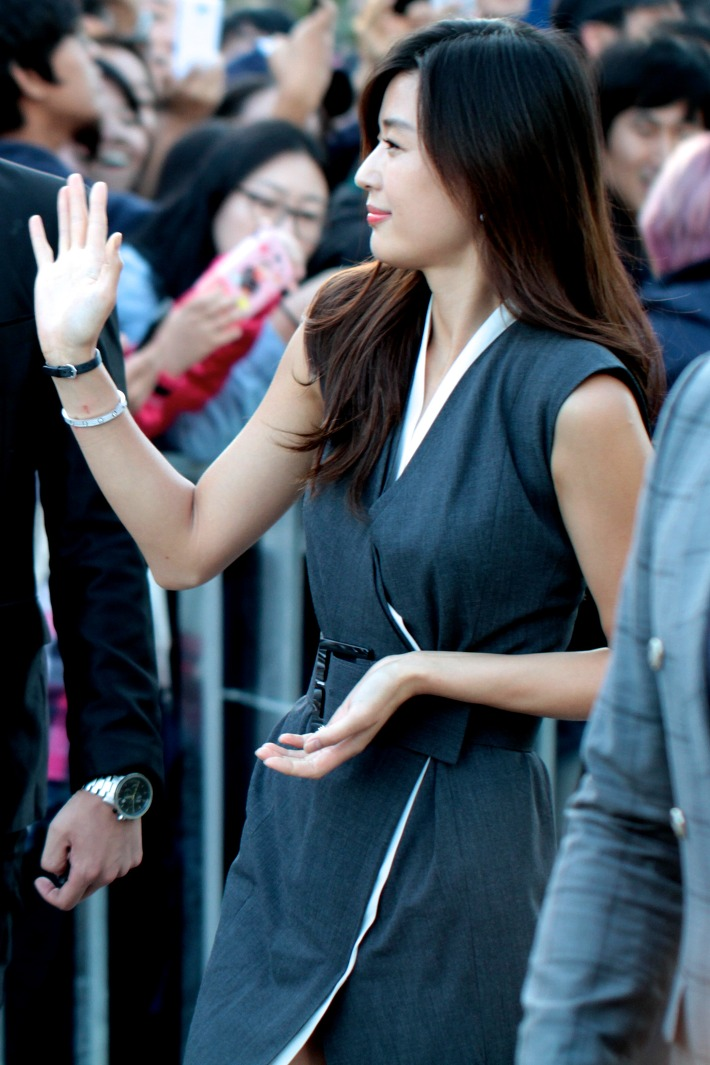
全智賢於釜山國際電影節（2012年）

2004年起，全智賢長期擔任韓國化妝品集團愛茉莉太平洋集團旗下品牌蘭芝的專屬模特兒。2009年年中，全智賢與The Face Shop簽約，擔任其模特。2010年，與合作了13年的IHQ公司告别後，與原經紀人林廷正合作伙伴一起成立個人經紀公司J&Co。J&Co總部設立在首爾江南一帶，公司的名字取自全智賢的首字母。2012年，全智贤主演的电影《神偷大劫案》突破千万票房，成为韩影史上最卖座的影片（后被《鸣梁》打破）。2013年初，主演的电影《柏林》票房突破716万人次。2013年底全智賢時隔14年再接拍電視劇《來自星星的你》，在劇中扮演頂級明星千頌伊，展現自毀形象的搞笑演出，爆红亚洲，创造“千颂伊效益”3000亿韩元，引发“炸鸡啤酒”热潮，再度攀上演藝事業巔峰，並拿下了第50屆百想藝術大賞電視部門大賞及2014 SBS演技大賞的最高演技大賞，再次穩坐韓流天后的地位。
2015年全智贤同李政宰、河正宇、赵镇雄共同出演了电影《暗杀》。在《暗杀》中，全智贤作为绝对女主角扛起大梁，首次挑战“一人分饰两角”出演狙击手“安沃允”和富家千金“美津子”。一个是信仰坚定的暗杀领导者，或戴着破眼镜、扛大狙一枪爆头，或化身复仇新娘以一抵众；另一个是天真活泼的“富二代”。 《暗杀》在8月韩国光复节当天冲破千万人次大关  。最终票房1270万人次。全智贤凭借此片获得第52届韩国电影大钟奖最佳女主角。2015年10月29日获得大众文化艺术奖总统表彰，成为80后获此大奖第一人。2016年底主演电视剧《蓝色海洋的传说》。
全智賢誕下第二胎後，就沈寂了一段時間，未有公開露面。直至2018年2月，有韓國品牌釋出她產後一個月才拍攝的多張宣傳照，身材完全沒有走樣，有報導指出主要是因為她不為人知的瘦身習慣。
2020年，全智賢短暫出現在Netfilx劇集《屍戰朝鮮》第二季的片尾，劇方也預告全智賢將會成為第三季的核心角色，11月釋出首支預告。
2021年7月21日，全智賢出席Netflix《屍戰朝鮮：雅信傳》製作發表會，靛藍色鏤空禮服吸引大眾視線，現場也表示非常想出演金銀姬編劇作品。
2025年7月，全智賢與長年合作的經紀人攜手成立了個人經紀公司「PEACHY COMPANY」，以「深度與克制，以及存在本身的美」為理念，將承載全智賢身為演員度過了漫長歲月後的全新出發。

## 個人生活
由於她的父親姓王，母親姓墨，在韓國都屬於不常見的姓氏，因此經常有傳言稱她是華僑。
2012年4月13日，全智賢與韓國服裝設計師李英熙的外孫、設計師李貞宇之子崔俊赫結婚。
2015年7月22日，經紀公司證實全智賢懷孕10週的消息，預產期在2016年初。2016年，全智賢顺利生下長子。
2017年6月26日，全智賢宣布再度懷孕，並在2018年順利誕下次子。

## 影視作品

### 劇集

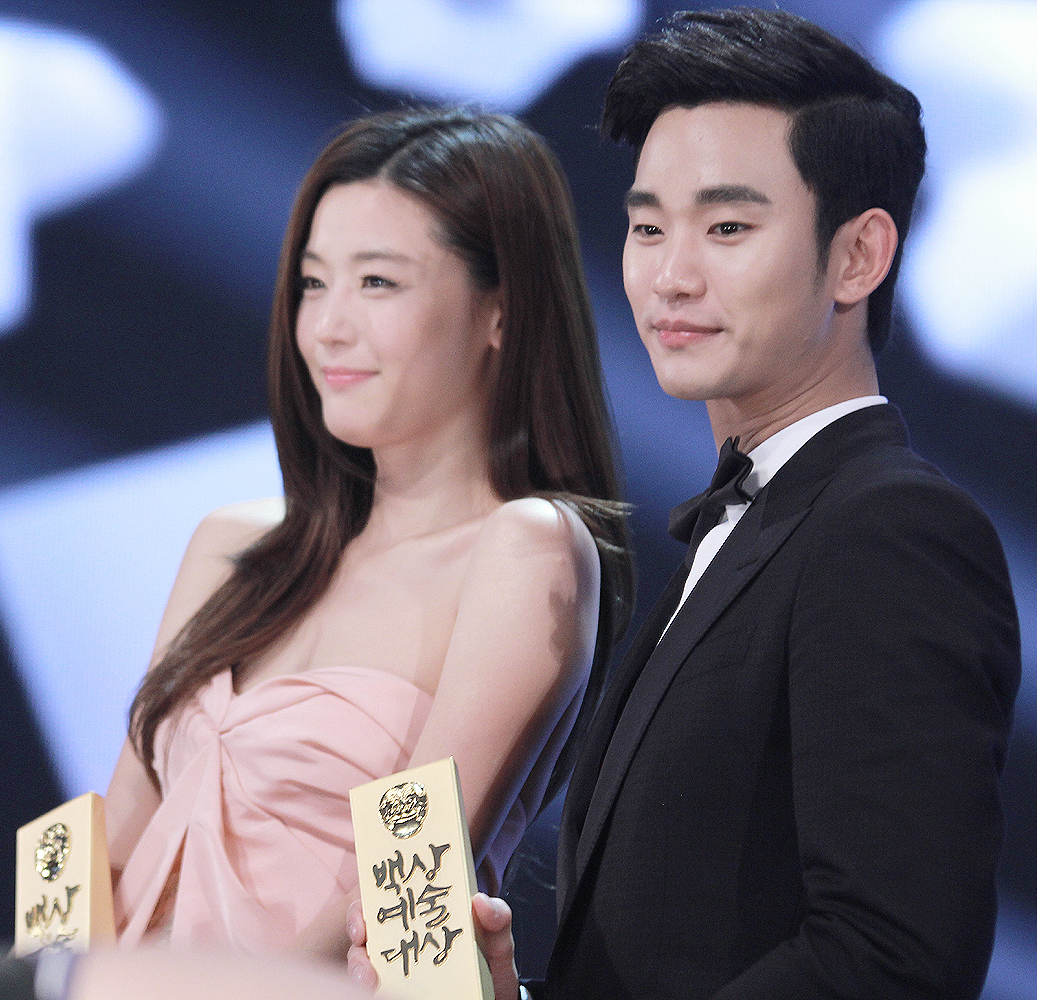
全智賢（左）與金秀賢於2014年百想藝術大獎

| 年份 | 平台    | 劇名                  | 角色       | 性質 |
| ---- | ------- | --------------------- | ---------- | ---- |
| 1998 | SBS     | 《我心荡漾》          | 王可盈     | 配角 |
| 1999 | SBS     | 《Happy Together》    | 徐倫珠     | 配角 |
| 2013 | SBS     | 《來自星星的你》      | 千頌伊     | 主演 |
| 2016 | SBS     | 《藍色海洋的傳說》    | 世華／沈清 | 主演 |
| 2020 | Netflix | 《屍戰朝鮮 (第二季)》 | 雅信       | 客串 |
| 2021 | Netflix | 《屍戰朝鮮：雅信傳》  | 雅信       | 主演 |
| 2021 | tvN     | 《智異山》            | 徐伊江     | 主演 |
| 2025 | Disney+ | 《暴風圈》            | 徐文珠     | 主演 |

### 电影
| 年份 | 片名               | 角色           | 性質 |
| ---- | ------------------ | -------------- | ---- |
| 1999 | 《白色情人节》     | 張敏           | 主演 |
| 2000 | 《触不到的恋人》   | 金恩澍         | 主演 |
| 2001 | 《我的野蛮女友》   | 宋明熙         | 主演 |
| 2003 | 《四人餐桌》       | 阿顏           | 主演 |
| 2004 | 《野蠻師姐》       | 呂童珍／呂明珍 | 主演 |
| 2006 | 《雛菊》           | 惠英           | 主演 |
| 2008 | 《曾是超人的男人》 | 宋水晶         | 主演 |
| 2009 | 《血戰新世紀》     | 小夜           | 主演 |
| 2011 | 《雪花與秘扇》     | 雪花／SOPHIA   | 主演 |
| 2012 | 《》               | Yenicall       | 主演 |
| 2013 | 《柏林諜變》       | 蓮貞熙         | 主演 |
| 2015 | 《暗殺》           | 安沃允／美津子 | 主演 |

### MV
| 年份 | 歌曲                           | 歌手        |
| ---- | ------------------------------ | ----------- |
| 1997 | Will You Understand (이해할께) | Cho Kyu Man |
| 1998 | 如果可以再見你                 | 黎明        |
| 2000 | Hey Girl                       | 張赫        |

## 主持
| 年份 | 日期             | 電視台 | 節目名稱 | 合作對象 |
| ---- | ---------------- | ------ | -------- | -------- |
| 1998 | 2月1日 – 5月24日 | SBS    | 人氣歌謠 | 金承賢   |

## 獎項紀錄
| 年份 | 頒獎典禮                   | 獎項                                | 作品               | 結果 |
| 1999 | 第35屆百想藝術大獎         | 電影部門 女子新人演技獎             | 《白色情人节》     | 獲獎 |
| 1999 | 第35屆百想藝術大獎         | 電視部門 女子新人演技獎             | 《Happy Together》 | 提名 |
| 1999 | 第6屆SBS演技大賞           | 女子新人獎                          | 《Happy Together》 | 獲獎 |
| 2001 | 第38屆大鐘獎               | 最佳女主角                          | 《觸不到的戀人》   | 提名 |
| 2001 | 第22屆青龍電影獎           | 最佳女主角                          | 《我的野蠻女友》   | 提名 |
| 2002 | 第39屆大鐘獎               | 最佳女主角                          | 《我的野蠻女友》   | 獲獎 |
| 2002 | 第39屆大鐘獎               | 人氣獎                              | 《我的野蠻女友》   | 獲獎 |
| 2003 | 第3屆大韓民國青少年電影節  | 最受歡迎女演員                      | 《我的野蠻女友》   | 獲獎 |
| 2006 | 第43屆大鐘獎               | 最佳女主角                          | 《愛無間》         | 提名 |
| 2012 | 第56屆亞太影展             | 最佳女配角                          | 《神偷大劫案》     | 提名 |
| 2013 | 第49屆百想藝術大獎         | 電影部門 女子配角獎                 | 《神偷大劫案》     | 提名 |
| 2013 | 第49屆百想藝術大獎         | 電影部門 女子人氣獎                 | 《神偷大劫案》     | 提名 |
| 2013 | 第7屆亞洲電影大獎          | 最佳女配角                          | 《神偷大劫案》     | 提名 |
| 2013 | 第17屆富川國際奇幻電影節   | 製片人選擇獎                        | 《神偷大劫案》     | 獲獎 |
| 2013 | 第17屆富川國際奇幻電影節   | 製片人選擇獎                        | 《柏林諜變》       | 獲獎 |
| 2013 | 第33屆韓國電影評論家協會獎 | 最佳女主角                          | 《柏林諜變》       | 提名 |
| 2014 | 第50屆百想藝術大獎         | 電視部門 大賞                       | 《來自星星的你》   | 獲獎 |
| 2014 | 第50屆百想藝術大獎         | 電視部門 女子最優秀演技獎           | 《來自星星的你》   | 提名 |
| 2014 | 第50屆百想藝術大獎         | 電視部門 女子人氣獎                 | 《來自星星的你》   | 提名 |
| 2014 | 第50屆百想藝術大獎         | In Style Awards                     | 《來自星星的你》   | 獲獎 |
| 2014 | 第21屆SBS演技大賞          | 大賞                                | 《來自星星的你》   | 獲獎 |
| 2014 | 第21屆SBS演技大賞          | 最佳CP賞(與金秀賢)                  | 《來自星星的你》   | 獲獎 |
| 2014 | 第21屆SBS演技大賞          | 製作人選擇獎                        | 《來自星星的你》   | 獲獎 |
| 2014 | 第21屆SBS演技大賞          | 十大明星賞                          | 《來自星星的你》   | 獲獎 |
| 2014 | 第7屆韓國電視劇節          | 演技大賞                            | 《來自星星的你》   | 提名 |
| 2014 | 第9屆首爾國際電視節        | 韓流電視劇最佳女演員                | 《來自星星的你》   | 獲獎 |
| 2014 | 第9屆首爾國際電視節        | 觀眾票選亞洲人氣演員                | 《來自星星的你》   | 提名 |
| 2014 | 第41屆韓國放送大獎         | 個人獎-演員賞                       | 《來自星星的你》   | 獲獎 |
| 2014 | 第3屆APAN Star Awards      | 中篇電視劇 女子最優秀演技賞         | 《來自星星的你》   | 提名 |
| 2014 | 第3屆APAN Star Awards      | 人氣韓流明星獎                      | 《來自星星的你》   | 獲獎 |
| 2015 | 第6屆韓國大眾文化藝術獎    | 總統表彰                            | 《來自星星的你》   | 獲獎 |
| 2015 | 第13屆四川電視節金熊貓獎   | 長篇電視劇最佳女演員                | 《來自星星的你》   | 獲獎 |
| 2015 | 第24屆釜日電影獎           | 最佳女主角                          | 《暗殺》           | 提名 |
| 2015 | 第35屆韓國電影評論家協會獎 | 最佳女主角                          | 《暗殺》           | 提名 |
| 2015 | 第36屆青龍電影獎           | 最佳女主角                          | 《暗殺》           | 提名 |
| 2015 | 第52屆大鐘獎               | 最佳女主角                          | 《暗殺》           | 獲獎 |
| 2016 | 第52屆百想藝術大獎         | 電影部門 女子最優秀演技獎           | 《暗殺》           | 提名 |
| 2016 | 第52屆百想藝術大獎         | 電影部門 女子人氣獎                 | 《暗殺》           | 提名 |
| 2016 | 第11屆Max Movie最佳電影獎  | 最佳女主角                          | 《暗殺》           | 獲獎 |
| 2016 | 第18屆亞洲影評人協會獎     | 最佳女主角                          | 《暗殺》           | 提名 |
| 2016 | 第16屆大韓民國青少年電影節 | 最受歡迎女演員                      | 《暗殺》           | 獲獎 |
| 2016 | 第21屆春史電影獎           | 最佳女主角                          | 《暗殺》           | 提名 |
| 2016 | 第23屆SBS演技大賞          | 幻想、體裁類電視劇 女子最優秀演技獎 | 《藍色海洋的傳說》 | 提名 |
| 2016 | 第23屆SBS演技大賞          | IDOL ACADEMY 吃貨賞                 | 《藍色海洋的傳說》 | 獲獎 |
| 2016 | 第23屆SBS演技大賞          | 最佳情侶賞(與李敏鎬)                | 《藍色海洋的傳說》 | 獲獎 |
| 2016 | 第23屆SBS演技大賞          | 韓流明星賞                          | 《藍色海洋的傳說》 | 提名 |
| 2016 | 第23屆SBS演技大賞          | 十大明星賞                          | 《藍色海洋的傳說》 | 獲獎 |
| 2017 | 第12屆Annual Soompi Awards | 年度最佳女演員                      | 《藍色海洋的傳說》 | 提名 |
| 2017 | 第12屆Annual Soompi Awards | 年度最佳情侶(與李敏鎬)              | 《藍色海洋的傳說》 | 獲獎 |
| 2017 | 第53屆百想藝術大獎         | 電視部門 女子人氣獎                 | 《藍色海洋的傳說》 | 提名 |

## 外部連結
- 全智賢官方網站 （页面存档备份，存于） 
- 全智賢KMDB 
- 全智賢HanCinema （页面存档备份，存于） 
- 全智賢在互联网电影资料库（IMDb）上的資料（英文）